# Masse de la Terre
Cet article concerne la mesure de la masse de notre planète. Pour l'unité de masse, voir Masse terrestre (unité).
Pour les articles homonymes, voir Masse (homonymie) et Terre (homonymie).
La masse de la Terre, notée M🜨, est estimée à 5,972 2 × 1024 kg (5,972 2 Rg). Elle est déterminée aujourd'hui en divisant la constante géocentrique GM🜨 par la constante de gravitation G. La précision de sa valeur est limitée par celle de G, le produit GM pouvant être déduit directement des mesures de géodésie spatiale avec une précision bien supérieure.

## Notations
La masse terrestre est couramment notée M🜨 ou MT, notation composée de la lettre M majuscule de l'alphabet latin, initiale de « masse », suivie, en indice, de 🜨, symbole astronomique de la Terre, ou de la lettre T, initiale de « Terre ».
Dans la littérature scientifique anglophone, elle est couramment notée ME ou simplement E.

## Définition et expression
La masse terrestre est définie comme le rapport de la constante géocentrique de la gravitation, notée μ🜨 et valant GM🜨, par la constante (universelle) de la gravitation, notée G :
{\displaystyle M_{\oplus }={\frac {\mu _{\oplus }}{G}}}.
Cette définition est, de prime abord, tautologique puisque la constante géocentrique de la gravitation est égale au produit de la constante (universelle) de la gravitation par la masse terrestre. Elle s'avère utile car la constante géocentrique de la gravitation est connue avec davantage de précision que ses facteurs {\displaystyle M_{\oplus }} et G.

## Dimension et unités
La masse terrestre a, par définition, la dimension d'une masse :
{\displaystyle [M_{\oplus }]=\mathrm {M} }.
Dans le Système international d'unités, elle s'exprime donc en kilogrammes (kg). Dans le système CGS, elle s'exprime en grammes (g). Dans le système astronomique d'unités, elle s'exprime en masses solaires (M⊙ ou MS, voire simplement S).

## Valeur
La masse terrestre est estimée à :
{\displaystyle M_{\oplus }=(5{,}9722\,\pm \,0{,}0006)\times 10^{24}\,\mathrm {kg} },
soit :
{\displaystyle M_{\oplus }={\frac {1}{332\,946{,}0487\,\pm \;0{,}0007}}\,M_{\odot }},
où {\displaystyle M_{\odot }} est la masse du Soleil.
En 2018, une étude reposant sur la détection de neutrinos traversant la Terre a donné un résultat cohérent avec le précédent, mais moins précis : {\displaystyle M_{\oplus }=(6{,}0\,_{-\ 1{,}3}^{+\,1{,}6})\times 10^{24}\,\mathrm {kg} }.

## Ordre de grandeur
- Masse solaire : M☉ ≈ 333 060,402 M🜨[3]
- Masse jovienne : MJ ≈ 317,828 M🜨[4]
- Masse lunaire : ML ≈ 0,012 3 M🜨[5]

## Composition
La masse de la Terre comprend celle de son atmosphère, qui est estimée à 5,148 0 × 1018 kg avec une variation annuelle, due à la vapeur d'eau, de 1,2 à 1,5 × 1015 kg en fonction de l'utilisation des données sur la pression de surface et la vapeur d'eau. La masse moyenne de la vapeur d'eau est estimée à 1,27 × 1016 kg et celle de l'air sec à environ 5,135 2 × 1018 kg. L'atmosphère ne représentant donc qu'un millionième de la masse de notre planète, elle est bien inférieure à l'incertitude sur la masse totale de la planète et sa prise en compte n'a donc aucune incidence sur les calculs.

## Stabilité relative
La masse de la Terre varie continuellement. Le gain de masse résulte de la poussière interstellaire captée par la planète. On estime sa masse à environ quarante tonnes par jour,, soit 10 000 à 20 000 tonnes par an. En un million d'années, la Terre accrète ainsi moins d'un cent-milliardième de sa masse.
À l'inverse, son atmosphère est soumise à une perte de masse régulière, due aux températures élevées de la thermosphère,. 
Dans les deux cas, ces variations sont extrêmement faibles en comparaison de la masse totale de la Terre et cette dernière peut donc être considérée comme constante même à l'échelle de plusieurs millions d'années par rapport à aujourd'hui.

## Utilisation
Bien que la masse solaire soit l'unité de masse du système astronomique d'unités, la masse terrestre est couramment utilisée, en astronomie, comme une unité de masse quand il s'agit d'exprimer des masses planétaires, en particulier d'une planète tellurique du Système solaire — Mercure, Vénus et Mars — ou d'une exoplanète tellurique.

## Méthodes directes pour déterminerGM
Cette section et les suivantes décrivent comment on a déterminé de manière de plus en plus précise la masse de la Terre, à partir des premières idées formulées par Isaac Newton à la fin du XVIIe siècle jusqu'à l'époque contemporaine. Une grande partie de l'historique de cette détermination concerne l'histoire de la géodésie et se trouve intimement liée à la détermination de la figure de la Terre, l'autre partie appartenant à l'histoire de la physique et la série d'expériences ayant eu pour but de déterminer la constante de gravitation, initiée tout à la fin du XVIIIe siècle par Henry Cavendish.

### Utilisation de la troisième loi de Kepler
En effet, on peut a priori envisager deux types de mesures pour déterminer le produit GM. D'une part, la troisième loi de Kepler appliquée au mouvement d'un satellite (masse Ms) autour de la Terre (masse M) s'écrit :
{\displaystyle G(M+M_{\mathrm {s} })={\frac {4\pi ^{2}a^{3}}{\tau ^{2}}}}.
Ici G désigne la constante d'attraction universelle, a est le demi-grand axe de l'ellipse de Kepler, et τ est la période de révolution orbitale. Lorsque la masse du satellite est négligeable (Ms ≪ M), on obtient GM ≅ 4π2a3/τ2. Bien sûr, afin d'obtenir une valeur plus précise du produit G (M+Ms), on doit apporter des corrections (calculables) pour tenir compte d'effets perturbateurs. Il n'en demeure pas moins que des mesures astronomiques de a et τ, et éventuellement une mesure indépendante de GMs, permettent de déterminer avec précision le produit GM. Ce dernier est souvent appelé constante de gravitation géocentrique, ou simplement constante géocentrique.

### Utilisation de pendules

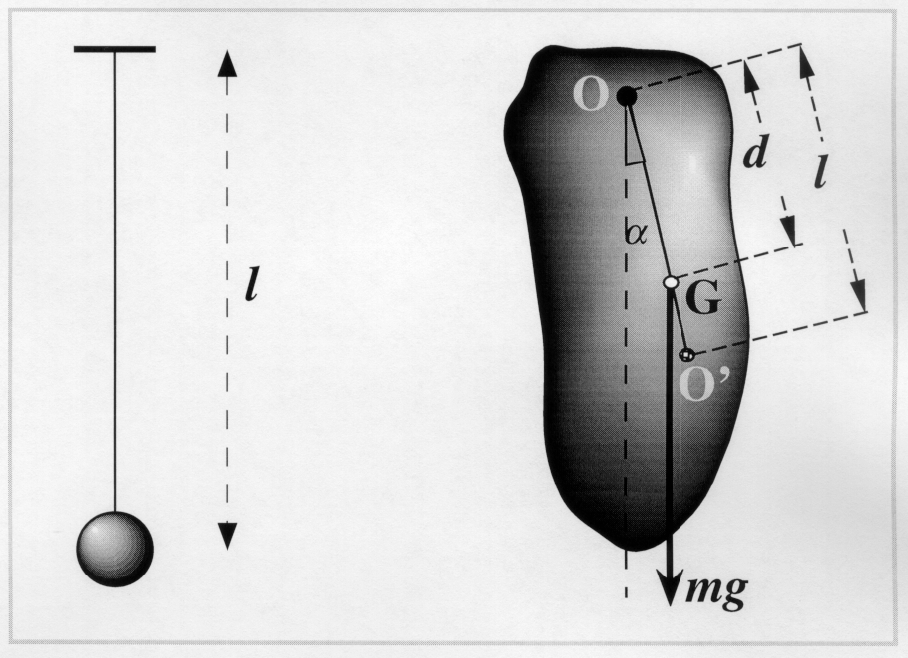
À gauche : pendule simple (mathématique) ; à droite : pendule composé (physique). Le point de suspension O et le point de balancement O' sont réciproques : lors d'une translation du point de suspension en O', le point O devient centre de balancement, de sorte que la période d'oscillation du pendule ne change pas. En effet, O' se trouve de O à la distance l, le long de la direction OG, où G est le centre de gravité du pendule.

D'autre part, on peut aussi déterminer cette constante GM au moyen de mesures pendulaires. En simplifiant un peu, quitte à apporter des corrections lors d'une détermination précise, on néglige la force centrifuge et on suppose la Terre sphérique. L'intensité de l'accélération gravifique à la surface terrestre vaut alors g = GM/R2, où R est le rayon moyen de la Terre. Pour un pendule simple de longueur l, cette accélération produit une période d'oscillation T = 2π√(l/g). Par conséquent, une connaissance de la longueur l et une mesure de la période T permet de déterminer le produit GM au moyen de la formule :
{\displaystyle GM={\frac {4\pi ^{2}lR^{2}}{T^{2}}}}.
Le concept de pendule simple est une abstraction mathématique. En réalité, on utilise toujours un pendule composé. Ce dernier se compose d'un corps massique de forme géométrique en principe arbitraire, mais en fait soigneusement étudiée, oscillant autour d'un axe horizontal en un point fixe. La période d'oscillation d'un tel pendule est fournie par T = 2π√[I/(mgd)], où I est le moment d'inertie du corps de masse M par rapport à l'axe de balancement et d la distance de cet axe au barycentre. On définit la longueur synchrone l du pendule composé comme la longueur du pendule simple ayant la même période, soit l = I/(md) pour  l > d. 
Dans leurs expériences pendulaires, des observateurs comme Richer, Bouguer, Maupertuis et d'autres avaient l'habitude d'employer la demi-période T1/2 plutôt que la période T. Un « pendule battant la seconde » était un pendule pour lequel il s'écoulait une seconde de temps entre deux passages successifs de la masse à sa position la plus basse. Avec g = 9,81 m/s2, la longueur d'un pendule battant la seconde est donc l1s = g/π2 ≅ 0,994 m (soit 440,6 lignes). Du temps de Huyghens et Richer, on n'avait sans doute pas prévu l'utilisation du pendule comme balance, mais vers cette époque l'horloge à balancier, autrement dit la pendule, commençait à être employée comme garde-temps par les astronomes. C'est dans cet ordre d'idées qu'il faut comprendre l'observation de Richer en 1672, à savoir qu'un(e) pendule battant exactement la seconde à Paris (à 49° de latitude Nord) retardait environ deux minutes et demie par jour à Cayenne (à 5° de latitude Nord). La période du pendule était donc plus longue qu'une seconde à Cayenne. Pour la ramener à une seconde à Cayenne, Richer devait raccourcir la longueur du pendule de plus d'une ligne, de manière à maintenir le même rapport l/g  qu'à Paris. Comme Varin et Des Hayes constatèrent des déviations similaires un peu plus tard à Gorée (15°N), l'idée avait germé à l'Académie royale des sciences de Paris, peu avant la parution des Principia de Newton, qu'un corps pèserait moins à l'équateur qu'aux pôles. Il est implicite dans cette conjecture que le pendule peut servir non seulement comme garde-temps, mais aussi comme instrument permettant des pesées. On raconte que Newton aurait accidentellement entendu parler en 1682 de la découverte de Richer lors d'une réunion de la Société Royale de Londres. Il calcula les poids relatifs, selon sa théorie non encore publiée, d'un même corps à Paris, Gorée et Cayenne et obtint un bon accord avec les résultats des mesures pendulaires, confirmant ainsi simultanément la théorie de l'aplatissement et la théorie de la gravitation.

### Suggestions d'Isaac Newton

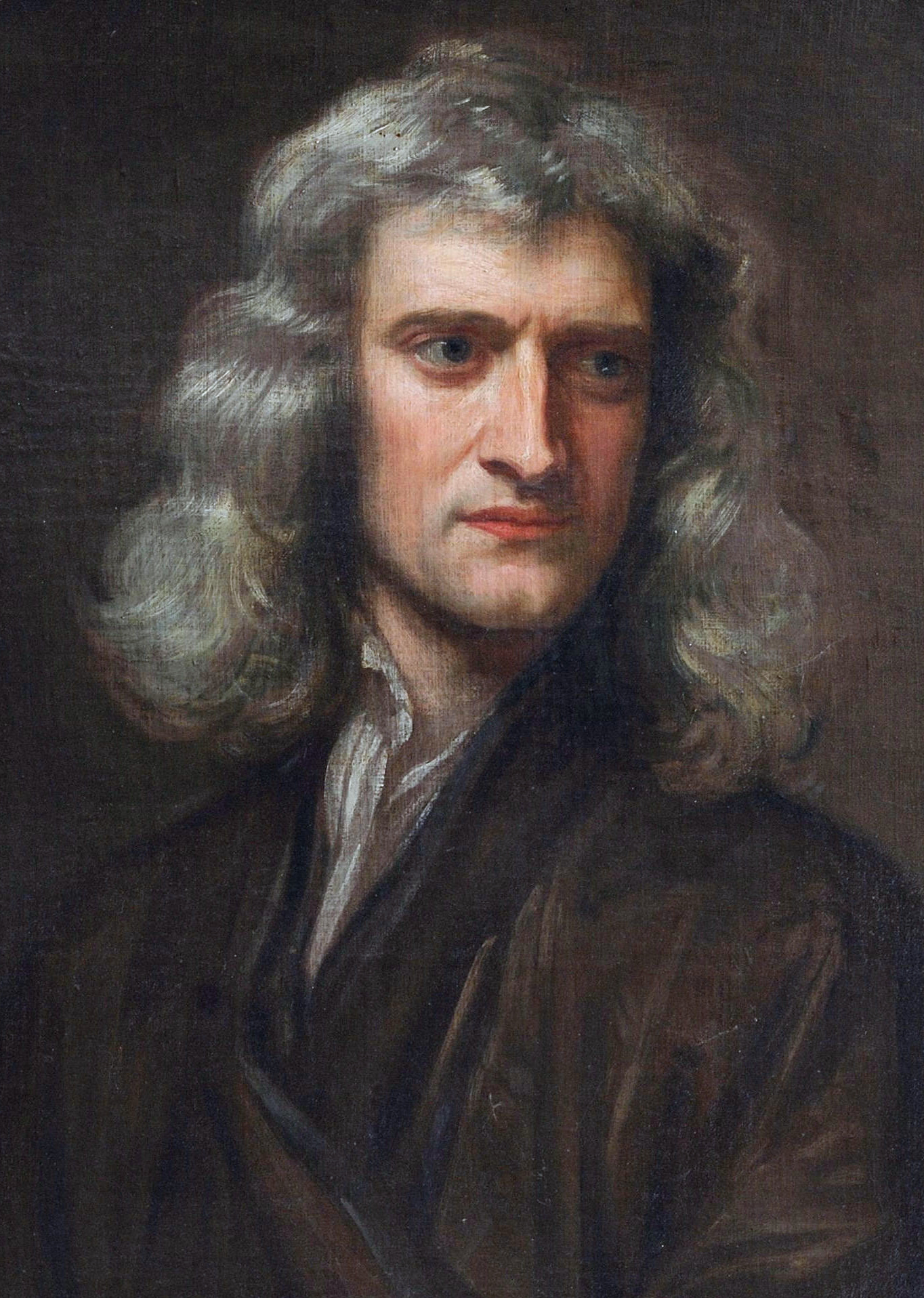
Portrait d'Isaac Newton (1643–1727) par Godfrey Kneller (1689).

Plus tard, Isaac Newton suggéra deux méthodes différentes pour déterminer séparément soit G, soit M. Ces procédés, qui allaient être appliqués tous les deux au cours des décennies et siècles à venir, consistaient (1) soit à mesurer au laboratoire l'attraction entre deux corps de masses connues et séparés l'un de l'autre d'une distance connue, dans le but de déterminer G, (2) soit de mesurer la déviation du fil à plomb près d'une montagne de masse calculable M' pour estimer le rapport M/M', et par conséquent la masse M de la Terre. 
Les premières tentatives pour déterminer la masse de la Terre par la méthode (2) sont celles de Bouguer, lors de l'expédition au Pérou (1735-1744). La première expérience pour mesurer au laboratoire G, et donc M, ne fut tentée et réussie qu'une soixantaine d'années plus tard. C'est la célèbre expérience de Henry Cavendish datant de 1798. 
Le fait qu'une détermination directe de la constante gravitationnelle G ne fut tentée que bien après la mort de Newton résulte sans doute d'une sous-estimation malencontreuse des possibilités pratiques de réaliser une telle expérience. En effet, Newton considéra l'attraction entre deux sphères (chacune possédant une densité égale à celle de la densité moyenne de la Terre et un diamètre de 1 pied) et écrivit que « si elles étaient distantes l'une de l'autre ne fût-ce que de 1/4 de pouce, elles ne se rejoindraient pas sous l'action de leur attraction mutuelle, même dans des espaces dépourvus de résistance en un temps plus court qu'un mois... À vrai dire, même des montagnes entières ne seront pas suffisantes pour produire un quelconque effet perceptible ».
Rappelons que Newton avait établi dans ses « Principia » que l'attraction gravifique à l'extérieur d'une configuration sphérique étendue est la même que celle d'un point concentrant toute la masse qui serait situé au centre de la sphère. En un point intérieur à la sphère, cette proposition reste valable à condition de ne considérer que la masse comprise à l'intérieur de la sphère concentrique passant par le point intérieur en question. Il s'ensuit que les couches sphériques extérieures n'exercent pas d'effet gravifique sur un point intérieur. En vertu de ce théorème, l'intensité de la gravité à la surface de la Terre, supposée sphérique, peut s'écrire :
{\displaystyle g={\frac {GM}{R^{2}}}={\frac {G{\frac {4}{3}}\pi R^{3}{\bar {\rho }}}{R^{2}}}={\frac {4\pi G{\bar {\rho }}R}{3}}}.
Ne connaissant ni G ni la densité moyenne ρ de la Terre, cette dernière relation fut de peu d'intérêt pratique pour Newton. Toutefois, par un raisonnement heuristique, il était arrivé à la conclusion que la densité moyenne devait être comprise entre 5 et 6 fois celle de l'eau. Voici son raisonnement : Tout ce qui est plus léger doit flotter sur ce qui est plus lourd. En particulier, tout ce qui est plus léger que l'eau devrait flotter à la surface des mers. La densité moyenne de la Terre est donc supérieure à celle de l'eau. Elle doit aussi être supérieure à celle des roches se trouvant à la surface de la Terre, qui sont environ deux fois plus denses que l'eau. Elle doit encore être supérieure à celle des roches qu'on rencontre dans les mines profondes, qui sont en général environ trois à quatre fois, et parfois même cinq fois plus denses que l'eau. Par conséquent, la Terre devrait en moyenne être environ cinq à six fois plus dense que si elle consistait entièrement d'eau. Ayant ainsi une estimation de <ρ>, Newton aurait aisément pu trouver l'ordre de grandeur de G. Il est donc étonnant qu'il se soit si grossièrement trompé sur le temps que mettent deux sphères à entrer en contact sous l'effet de leur attraction mutuelle.

## Masse de la Terre et déviations de la verticale

### Expériences de Bouguer au Chimborazo

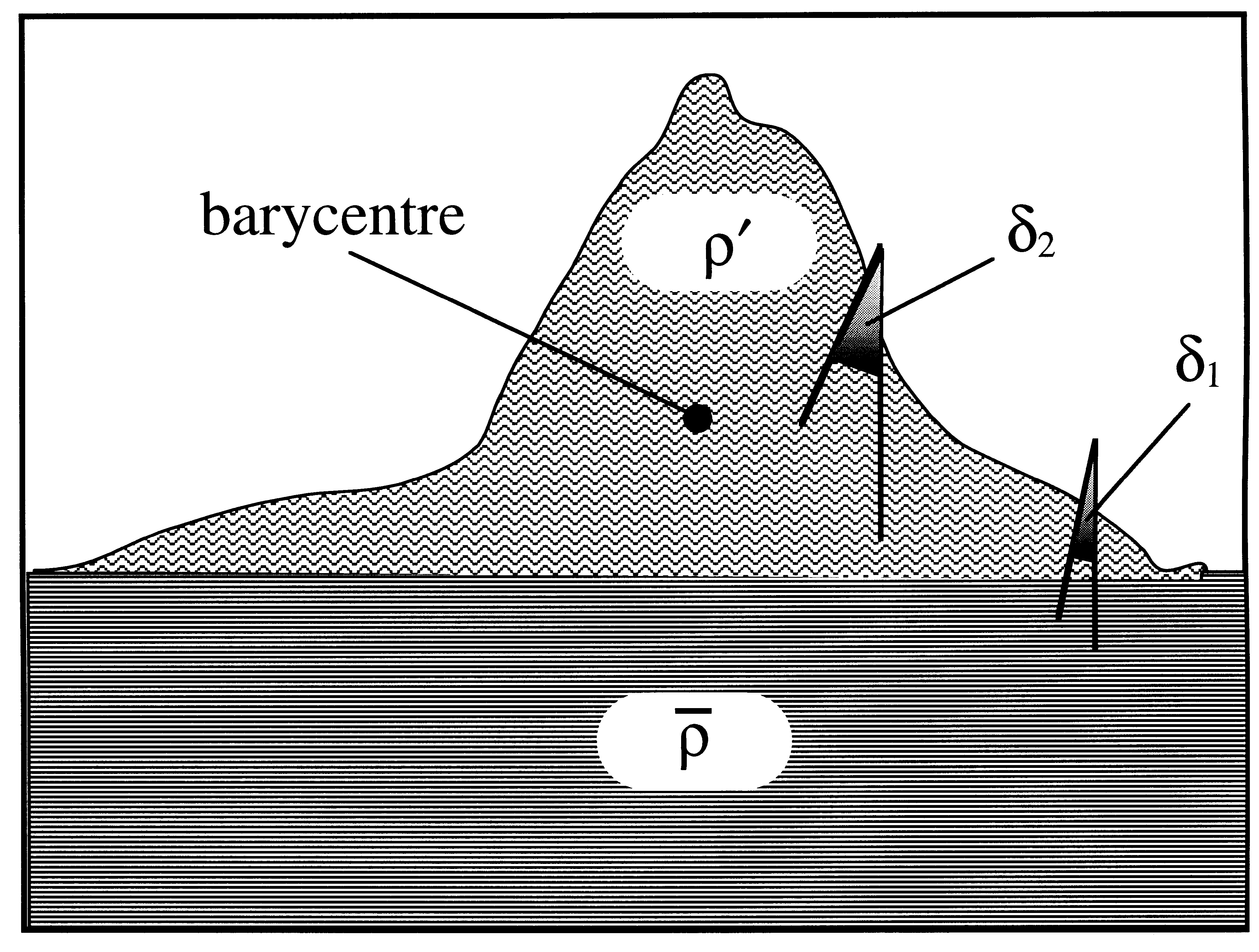
Par suite de la présence d'une montagne (le volcan Chimborazo dans les expériences de Bouguer en Équateur), la direction de la verticale se trouve affectée par l'existence d'une composante d'attraction vers le barycentre de la montagne, en plus de la composante d'attraction vers le centre de la Terre. Cette déviation de la verticale (notée δ) est d'autant plus grande qu'on est proche du barycentre de la montagne.

Lors de l'expédition en Équateur, Bouguer a en fait essayé de déterminer la densité moyenne de la Terre par deux méthodes différentes. Ses observations n'ont pas abouti à des valeurs précises, mais elles ont donné lieu dans les décennies suivantes à des affinements. Ceux-ci ont finalement conduit à des valeurs de <ρ> lesquelles, sans être très précises, ne sont pas loin de la bonne valeur. La première des méthodes employées par Bouguer est celle préconisée par Newton, à savoir mesurer la déviation de la verticale produite par une montagne, la seconde fait intervenir seulement des mesures pendulaires et a été inventée et mise au point par Bouguer lui-même. 
En 1738, Bouguer tenta de déterminer la densité moyenne (et donc la masse) de la Terre en effectuant des mesures de la déviation de la verticale provoquée par l'attraction d'une montagne située à proximité de la station d'observation. Pour son expérience, il choisit le volcan Chimborazo (6 250 m d'altitude, situé à la latitude de 1°25’S), montagne appartenant à la cordillère des Andes et possédant une forme suffisamment régulière pour estimer la position du barycentre. Une première station fut établie sur le versant sud à une altitude de 2 400 toises (un peu moins de 4 700 mètres) située sur le même méridien que le barycentre approximatif. On y fit des observations méridiennes d'un groupe d'étoiles boréales et d'un groupe d'étoiles australes, respectivement. À la suite de la déflexion du fil à plomb d'une quantité δ due à l'attraction du Chimborazo proche, la hauteur apparente des étoiles du groupe boréal devait être inférieure à la hauteur réelle (c'est-à-dire à la hauteur qu'on observerait à la même latitude et au même moment dans une région dénuée de topographie) de la quantité δ, tandis que la hauteur apparente des étoiles du groupe austral devait être supérieure à la hauteur réelle d'une quantité δ. Or, comme il ne connaissait pas la hauteur réelle des étoiles observées, Bouguer fit établir une seconde station à 174 toises en contrebas et à environ 3 500 toises à l'ouest de la première station, pour y effectuer des mesures similaires sur les mêmes étoiles. L'ensemble de ces mesures permettait d'écrire des équations d'observations qu'on pouvait utiliser pour éliminer les hauteurs réelles inconnues. Bouguer calcula que la déviation théorique de la verticale, compte tenu du volume de la montagne, devait se chiffrer à δth ≅ 1’43”ρ/ρ, si ρ est la densité moyenne des roches constituant la montagne. La valeur qu'il mesurait était ρmes ≅ 8”. On en déduit un rapport ρ/ρ plus grand que 12, alors que la vraie valeur en est voisine de 2. Bouguer se rendit évidemment compte que ses déterminations de ρ/ρ tombaient loin de la réalité, à moins d'accepter l'idée que le Chimborazo ne fût creux. En réalité, les expériences de Bouguer n'étaient que des tentatives infructueuses qui devaient plus tard servir de modèle à d'autres expériences du même type.

### Expériences de Maskelyne au mont Schiehallion
De nouvelles mesures de déviation de la verticale allaient être l'œuvre d'une équipe de savants britanniques. En effet, l'astronome Nevil Maskelyne (1732–1811) proposa en 1772 une répétition de l'expérience du Chimborazo, dans des conditions climatiques et sociales moins pénibles. À cette fin, une commission de la Royal Society of London sélectionna le mont Schiehallion (ou mont Schehallien) dans le Perthshire en Écosse. Cette montagne, dont le sommet s'élève à 1 010 m, possède une courte arête orientée est-ouest, et des pentes abruptes au nord et au sud. Elle se prêtait fort bien aux expériences bien que sa masse, et par conséquent son effet sur la direction de la verticale du lieu, fût évidemment beaucoup moindre que celle du Chimborazo. On fit des relevés soignés entre les années 1774 et 1776, qui conduisaient à établir deux stations sur le même méridien, l'une sur le versant nord, l'autre sur le versant sud. En chacune des stations, Maskelyne effectua quelque 170 déterminations de distances zénithales apparentes de plus de 30 étoiles, et trouva pour les deux stations une différence de hauteur moyenne de 54″ 6. La différence entre cette valeur et la différence de latitude mesurée (42″ 9), soit 11″ 7, fut attribuée à la déviation de la verticale causée par la montagne. Le géologue écossais James Hutton (1726–1797), l'un des fondateurs de la géologie moderne, ainsi que le physicien britannique Sir Henry Cavendish (1731-1810) participèrent aux calculs, qui donnèrent le résultat ρ ≅ 1,79 ρ. Une première estimation de la densité de la montagne, ρ ≅ 2,5 g/cm3, fixait la densité moyenne de la Terre à ρ ≅ 4,5 g/cm3. Plus tard, en 1821, le mathématicien écossais John Playfair détermina avec plus de soin les densités de diverses couches de roches du mont Schiehallion. Il arriva ainsi à amener l'estimation de ρ dans une fourchette allant de 4,56 à 4,87 g/cm3. En 1821, on adopta finalement la valeur ρ = 4,95 g/cm3. Beaucoup plus tard, en 1855, R.E. James et A.R. Clarke répétèrent l'expérience du mont Schiehallion sur les flancs du « Arthur's Seat » (Siège d'Arthur), un ancien volcan se trouvant tout près d'Édimbourg. Ils obtinrent la valeur assez réaliste ρ = 5,3 g/cm3.

### Isostasie et limites de la méthode de déviation de la verticale
Les expériences au fil à plomb montrèrent qu'il n'est guère possible de déterminer la masse de la Terre à mieux de 10 % près par la méthode de la déflexion de la verticale. La raison en réside surtout dans une certaine compensation des effets d'attraction des montagnes par un mécanisme appelé « isostasie ». En répétant en 1849 l'expérience de Pierre Bouguer dans les Pyrénées, Petit se rendait compte que tout se passait comme si les Pyrénées repoussaient un peu le fil à plomb au lieu de l'attirer. En particulier, Petit calcula l'influence de la chaîne des Pyrénées sur la direction du fil à plomb à Toulouse et trouva que la valeur observée était très inférieure à la valeur théorique. En fait, on se rendit vite compte que cette constatation s'appliquait de façon quasi-générale et que l'attraction des montagnes était plus petite que les valeurs qu'on calculait en supposant que la matière sous-jacente avait une densité normale. Le mont Schiehallion et l'Arthur's Seat constituent des exceptions notables, sans doute à cause de leurs étendues limitées qui ne permettent guère la compensation isostatique. 
L'histoire de ce concept géodésique important qu'est l'isostasie est exposée avec plus de détails dans l'article correspondant. Pour le moment, revenons-en à la détermination de la masse de la Terre et à la méthode pendulaire inventée par Pierre Bouguer à cet effet.

## Masse de la Terre et mesures au pendule

### Formule de Bouguer

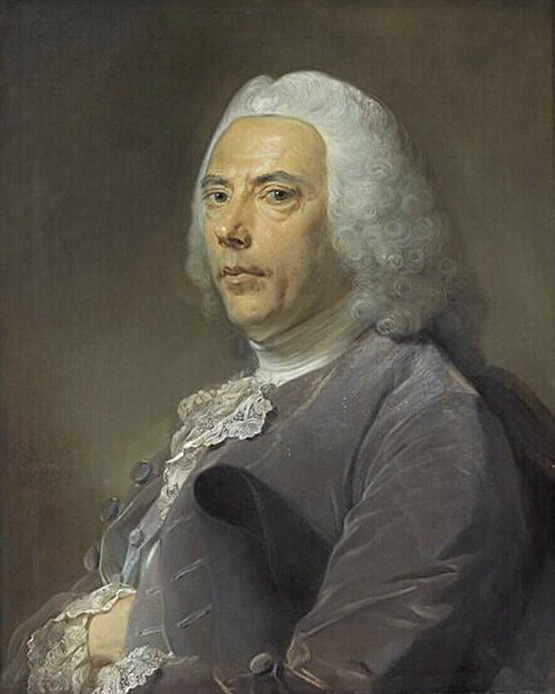
Pierre Bouguer par Jean-Baptiste Perronneau (1753).

Considérons l'intensité de la pesanteur g(P) en un point P situé à une distance r du centre de masse de la Terre, ainsi que l'intensité de la pesanteur g(Q) en un autre point Q situé à une distance r' de ce même centre de masse. Notons par h la différence d'altitude entre Q et P, de sorte que h > 0 si Q est à une altitude plus élevée que P, et h < 0 dans le cas contraire. 
Bouguer a montré que pour des mesures effectuées à la surface terrestre, on a sensiblement :
{\displaystyle g(Q)\simeq g(P)\left[1-{\frac {2h}{R}}+{\frac {3\rho 'h}{2{\bar {\rho }}R}}\right]},
R étant le rayon moyen de la Terre. C'est la célèbre formule de Bouguer. Le deuxième terme, qui commence avec le signe moins, représente la variation de l'intensité de la pesanteur produite par une variation d'altitude, sans tenir compte de la contribution des couches situées entre l'altitude de P et l'altitude de Q. On appelle cet effet la correction à l'air libre, ou la correction de Faye, pour honorer l'astronome Hervé Faye (1814–1902) qui en a fait grand usage. Le troisième terme correspond à l'attraction d'un plateau de densité uniforme ρ et de dimensions horizontales très grandes (idéalement infinies). Il est censé tenir compte de l'attraction des masses situées entre l'altitude de P et l'altitude de Q lorsqu'on effectue des mesures en Q et qu'on les réduit à l'altitude de P. On l'appelle la correction de plateau. Écrite autrement, cette formule de Bouguer devient :
{\displaystyle {\bar {\rho }}\simeq {\frac {3h\rho '}{2R{\frac {g(Q)}{g(P)}}+4h-2R}}}.
On voit ainsi que la densité moyenne ρ (et donc la masse) de la Terre s'exprime en fonction de quantités connues ou mesurables, à condition de pouvoir estimer correctement ρ. Pierre Bouguer et ses successeurs mesuraient les quantités g(P) et g(Q) au moyen de pendules. Maintenant, on utilise des gravimètres qui résultent d'une évolution des pendules pour s'adapter de mieux en mieux aux contraintes en précision de la gravimétrie et de la géodynamique. En particulier, Bouguer et ses collaborateurs ont appliqué la relation précédente pour déterminer la densité moyenne de la Terre en Équateur, au cours des années 1737–1740. À cette fin, ils mesuraient les longueurs respectives d'un pendule battant la seconde en trois endroits d'altitudes fort différentes : (1) sur l'île de l'Inca dans la rivière Émeraude, à une altitude comprise entre 30 et 40 toises, située à une distance d'environ 60 kilomètres au sud-ouest de Quito ; leurs mesures y fournissaient une longueur du pendule de 439,21 lignes ; (2) à Quito même, à une altitude de 1 466 toises et une latitude de 0°,25 S, où la longueur du pendule était de 438,88 lignes ; (3) enfin au sommet du Pichincha, proche de Quito, à une altitude de 2 434 toises, où la longueur du pendule était de 438,69 lignes.
Sachant que pour une période fixée, en l'occurrence une seconde, l'intensité locale de la pesanteur est proportionnelle à la longueur du pendule, et en admettant que la situation géographique de Quito corresponde à celle d'un haut-plateau, la relation empirique trouvée par Bouguer fut ρ ≅ 4,5 ρ. On sait actuellement que cette valeur 4,5 du rapport ρ/ρ conduit à une estimation deux à trois fois trop grande pour la masse de la Terre. Néanmoins, cette détermination historique prouvait que la Terre n'était pas creuse ou remplie d'eau en son intérieur, comme certains le soutenaient à l'époque.

### Expériences au pendule au cours duXIXesiècle
Beaucoup plus tard, en 1821, F. Carlini trouva, au moyen de mesures pendulaires effectuées dans la région de Milan, la valeur ρ = 4,39 g/cm3. Cette valeur fut portée en 1827 par Edward Sabine à 4,77 g/cm3, puis en 1841 par C.I. Giulio à 4,95 g/cm3. 
D'autre part, G.B. Airy tenta de déterminer ρ en mesurant la différence de période fournie par un pendule à la surface et au fond d'une mine. Les premiers essais eurent lieu en Cornouailles en 1826 et 1828. Ils furent des échecs à cause d'un incendie et d'une inondation. Finalement, en 1854, Airy aboutit à la valeur 6,6 g/cm3 lors de mesures faites dans une mine de charbon à Harton dans le Sunderland. La méthode employée par Airy présuppose que la Terre possède une stratification sphérique. En outre, Airy admet des valeurs particulières pour la densité en profondeur. Plus tard, en 1883, des expériences effectuées par Robert von Sterneck (1839–1910) à différents niveaux dans des mines de Saxe et de Bohême conduisaient à des valeurs de la densité moyenne ρ comprises entre 5,0 et 6,3 g/cm3. Celles-ci mettaient en évidence le peu de crédit qu'on pouvait accorder aux hypothèses faites par Airy. En fait, en 1855, Pratt et Airy lui-même avaient suggéré indépendamment qu'il devait exister une compensation des densités en profondeur. C'est ainsi que fut forgé le concept d'isostasie qui limite la possibilité de mesurer ρ avec précision, tant au moyen d'un fil à plomb que d'un pendule. Malgré ces possibilités réduites d'arriver à une estimation précise de la densité moyenne de la Terre de cette manière, T.C. Mendenhall réalisa en 1880 une expérience gravimétrique à Tokyo et au sommet du Fujiyama. Son résultat est ρ = 5,77 g/cm3.

## Expérience de Cavendish

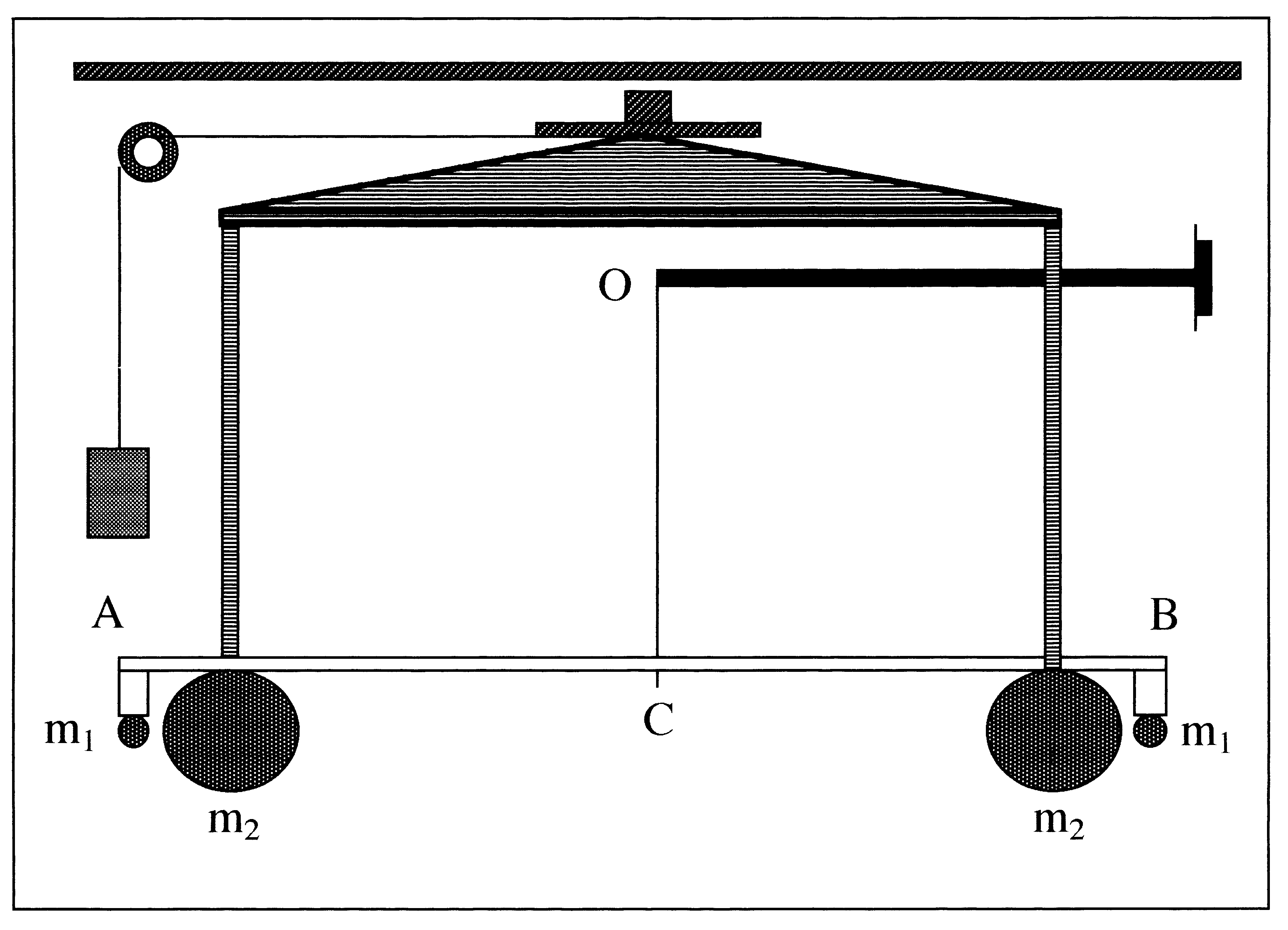
Schéma de la balance de torsion de Michell et Cavendish.

Newton lui-même avait suggéré deux méthodes pour déterminer la masse de la Terre. Celle  consistant à se servir de l'attraction d'une montagne ne peut guère fournir de résultats précis, à cause du phénomène d'isostasie. L'autre méthode envisagée par Newton consistait à déterminer directement la constante de gravitation G. 
Vers la fin du XVIIIe siècle, John Michell ouvrit la voie à une telle mesure directe de G au laboratoire, évitant les incertitudes attachées aux estimations de l'effet de grandes entités géologiques comme celles impliquées dans les expériences de déviations de la verticale provoquées par des montagnes ou dans les mesures de différences de la pesanteur entre le sommet et le fond d'une mine. Michell construisit une balance de torsion afin de mesurer directement la force d'attraction F s'exerçant entre deux sphères pleines de masses m1 et m2. Si d désigne la distance entre les centres de masse respectifs de ces sphères, la loi d'attraction universelle de Newton requiert que F = G m1m2/d2. En mesurant F, m1, m2 et d, on obtient G. L'appareil de Michell comprenait une barre horizontale AB, de centre C, d'une longueur de 6 pieds, suspendue à un point fixe O au moyen d'un fil vertical OC dont la longueur est de 40 pouces (environ 102 cm). Des sphères de plomb de 2 pouces de diamètre, donc de masse m1 valant(4π/3) (2 x 2,54/2)3 x 11,34 ≅ 778,4 grammes, étaient suspendues en A et B au moyen de deux fils de fer très courts. Cet équipage était logé dans une étroite armoire en bois. À l'extérieur de cette armoire, Michell avait prévu la possibilité d'amener un système composé de deux grosses boules de plomb de 8 pouces de diamètre, chacune ayant une masse 43 fois supérieure à une petite sphère, c'est-à-dire près de 50 kilogrammes (exactement 49,8176 kg).  Ces deux grosses masses m2 se placent de part et d'autre du plan OAB, à proximité des deux petites masses m1 de manière que dans chaque couple (m1, m2) les masses s'attirent chacune avec une force F = Gm1m2/d2 agissant approximativement dans une direction horizontale, perpendiculairement au plan OAB. Le fil OC est ainsi tordu par un couple horizontal d'un angle ϑ, que l'on peut mesurer par exemple à l'aide d'un système optique. Soit k la raideur en torsion du fil OC. A l'équilibre on a donc kϑ = 2Gm1m2/d2, d'où l'on peut tirer G = kϑd2/(2m1m2), à condition de pouvoir mesurer la raideur du fil de torsion. Pour ce faire, on évalue le moment d'inertie de l'équipage m1ABm1, soit I1, par rapport à l'axe OC et on mesure dans une expérience auxiliaire la période d'oscillation de cet équipage autour de OC lorsque le système des grosses boules de masses m2 se trouve éloigné. Si T1 désigne cette période, on a k = 4π2I1/T12. Ainsi, la constante G est caractérisée en termes des quantités mesurables m1, m2, L, d, ϑ, I1 et T1. 
John Michell mourut en 1793, avant d'avoir pu se servir de son appareil pour déterminer la constante de gravitation. Celui-ci passa d'abord à W. H. Wollaston, qui n'en fit rien, mais le confia peu de temps après à Henry Cavendish (1731–1810). Celui-ci y apporta quelques améliorations tout en lui conservant pour l'essentiel la configuration imaginée par Michell. Il isola l'appareil des courants d'air qui pouvaient perturber les mesures, et il ajouta un télescope pour observer les déflexions. Sa célèbre détermination de G fut publiée en 1798. En prenant la moyenne des résultats de 29 ensembles de mesures corrigées de divers effets (et en éliminant une erreur arithmétique signalée plus tard par Bailey), la valeur de G déterminée par Cavendish fournit <ρ> = 5,448 ± 0,033 g/cm3. 
De nombreuses autres mesures de G ont suivi celle effectuée par Cavendish, mais beaucoup n'ont plus qu'un intérêt historique. Ainsi, F. Reich fit des déterminations de G avec un appareil fort semblable à celui employé par Cavendish. Convertis en valeurs de la densité moyenne de la Terre, les résultats qu'il obtint sont ρ = 5,49 g/cm3 en 1837 et ρ = 5,58 g/cm3 en 1852. D'autre part, F. Bailey obtint en 1842 la valeur ρ = 5,67 g/cm3. Alfred Cornu et Jean-Baptistin Baille trouvèrent en 1873 des valeurs de ρ s'échelonnant entre 5,50 et 5,56 g/cm3. Philipp von Jolly (en) utilisa une balance ordinaire de haute précision et mesura la différence de pesanteur entre le sommet et le bas d'une tour de 21 mètres de haut. Il obtint ainsi en 1881 la valeur ρ = 5,69 g/cm3. Tout juste un siècle après Cavendish, en 1898, Franz Richarz (en) et Krigar-Menzel obtinrent, de manière analogue à von Jolly, la valeur ρ = 5,505 g/cm3. Un peu avant, en 1892, Poynting utilisa aussi une balance (ordinaire) très sensible et précise, dont chaque plateau était chargée d'une masse m1, et plaça une masse m2 alternativement sous l'un des plateaux, puis sous l'autre, de manière que l'alignement entre les masses m1 et m2 fut parfaitement vertical dans un cas comme dans l'autre. La valeur qu'il obtint est ρ = 5,49 g/cm3. En 1895, Charles Vernon Boys modifia l'instrument initial de Michell-Cavendish en remplaçant le fil de torsion OC, initialement en fer, par un fil de quartz. Cette innovation lui permit d'employer des masses (en or) plus faibles et de réduire ainsi divers effets extérieurs à l'expérience mais la perturbant de manière gênante. Par exemple, la variation de l'inclinaison du plancher lorsqu'on bougeait les masses constituait une telle perturbation, qu'il était difficile de chiffrer exactement. Ses mesures avec l'instrument amélioré fournirent ρ = 5,527 g/cm3. En 1896, Karl Ferdinand Braun et Eőtvős Loránd (Roland Eötvös) trouvèrent un résultat voisin de celui de Boys. Ils utilisèrent aussi une balance de torsion, mais conçue par Eőtvős lui-même. À côté de leur emploi pour mesurer G, les balances d'Eőtvős allaient tout de suite trouver des applications pratiques (et lucratives) en prospection gravimétrique, art qui était alors à ses débuts. Elles restèrent opérationnelles sur le terrain pendant plusieurs décennies, jusqu'à ce que des gravimètres d'un maniement plus aisé les remplacent. À cause de leur sensibilité extrême, les balances d'Eőtvős n'ont pas perdu leur intérêt, ni pour la physique, ni pour la géodésie. Elles ont notamment permis de vérifier avec une très grande précision, de l'ordre de 10-9, l'équivalence des deux types de masse, pesante et inerte. Cette équivalence est un postulat sur lequel Albert Einstein a fondé la théorie de la relativité générale. 
Les valeurs de G comptant actuellement parmi les meilleures ont été fournies en 1930 par l'expérience de Paul R. Heyl (ρ = 5,517 g/cm3) et en 1942 par celle de P. R. Heyl et P. Chrzanowski (ρ = 5,514 g/cm3). Zahradnicek obtint en 1933 la valeur ρ = 5,528 g/cm3 qui semble un peu moins précise. À l'aide de critères statistiques appliqués à un ensemble de 25 déterminations de G effectuées par Charles Vernon Boys et par Heyl, Harold Jeffreys déduisit la valeur G = (6,670 ± 0,004) × 10−11 m3 kg–1 s–2. Cette valeur a servi de référence en physique et, surtout, en géodésie et en géophysique pendant la majeure partie de la deuxième moitié du XXe siècle. Avec GM = 3,986 × 1014 m3 s–2, la valeur de G indiquée par Jeffreys conduit à une masse totale M = 5,977 × 1024 kg et à une densité moyenne ρ = 5,517 g/cm3. Des expériences plus récentes ont légèrement changé la valeur de G acceptée pour le moment (à savoir G = 6,672 59(84) × 10–11 m3 kg–1 s–2, conduisant à la masse de la Terre mentionnée au début de cet article, M = 5,973 6 × 1024 kg), mais de nouvelles expériences, certaines fondées sur des méthodes différentes de celles utilisées jusqu'à présent, sont en cours ou en projet dans divers laboratoires à travers le monde. L'incertitude attachée à la masse M de la Terre, et d'ailleurs à n'importe quelle masse cosmique, est proportionnelle à l'incertitude attachée à la valeur de G. À l'heure actuelle, on connaît le produit GM avec une très grande précision grâce aux satellites artificiels et à la géodésie spatiale, mais les valeurs de G, et donc de M, ne sont connues qu'avec une précision relative de l'ordre de 10−4 à 10−5.